# Demetra Malalan
Demetra Malalan, slovenska pevka, * 23. september 1996, Trst.
Rojena je bila v Trstu, sicer pa prihaja iz vasi Trebče na tržaškem. 
Leta 2012 je postala zmagovalka 1. sezone slovenskega X Factorja, v katerem je sodelovala pod mentorstvom Damjana Damjanoviča. Kmalu po zmagi je izdala svojo prvo skladbo Poišči me srečno. Na njen 18. rojstni dan je izšel njen albumski prvenec Danes si tu.

## Diskografija

### Albumi
- Danes si tu (2014)

1. Poišči me srečno
2. Malo fantazije
3. Magic
4. V mislih s tabo
5. Danes si tu
6. Ne grem se več
7. V mislih s tabo (remix)
8. Danes si tu (New Generation remix) − feat. Shorti